# Orthophytum fosterianum
Orthophytum fosterianum är en gräsväxtart som beskrevs av Lyman Bradford Smith. Orthophytum fosterianum ingår i släktet Orthophytum och familjen Bromeliaceae. Inga underarter finns listade i Catalogue of Life.